# Quirás
Quirás ist ein Ort und eine ehemalige Gemeinde (Freguesia) im portugiesischen Kreis Vinhais. Die Gemeinde hatte 182 Einwohner (Stand 30. Juni 2011).
Am 29. September 2013 wurden die Gemeinden Quirás und Pinheiro Novo zur neuen Gemeinde União das Freguesias de Quirás e Pinheiro Novo zusammengeschlossen. Quirás ist Sitz dieser neu gebildeten Gemeinde.